# Műanyag

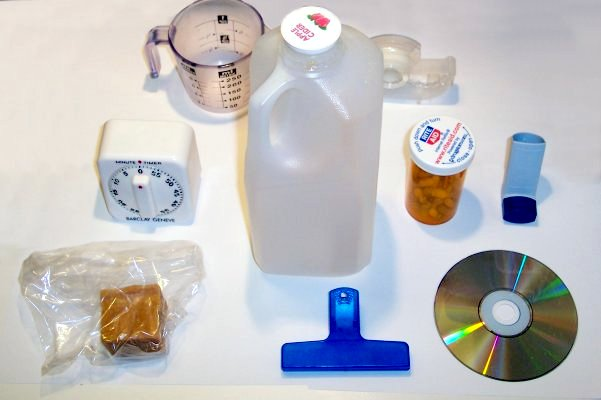
Mindennapok során használatos, műanyagból készült termékek

A műanyagok mesterséges úton előállított vagy átalakított óriásmolekulájú szerves anyagból (polimerből) és (egy vagy több) adalékanyagból állnak. Jelen vannak életünk szinte minden fontos területén a háztartásokban, a járművekben, az egészségügyben, az elektronikában, az űrkutatásban stb.
A feldolgozási technológiájuk alapján a műanyagokat alapvetően három fő csoportra lehet osztani (bár vannak ma már átmenetet képező műanyagok): a hőre keményedő (thermoset), a hőre lágyuló (thermoplast), illetve a rugalmas (elastomer) műanyagokra.

## Története
1838-ban Henri Victor Regnault laboratóriumában PVC-t (polivinil-klorid) állított elő.[forrás?] Egy évvel később Charles Goodyear felfedezte, hogy a gumifa tejszerű nedvéből, a latexből kiválasztható nyers kaucsuk kénnel keverve és melegítve vulkanizált kaucsuk, vagyis gumi lesz. Fia 1851-ben jött rá arra, hogy nagyobb kénmennyiséggel keménygumi (ebonit) állítható elő. Az első műanyagokat hamarosan követték a többiek: 1844-ben lett ismeretes a linóleum, nem sokkal később a műbőr, majd a vulkánfíber. 1865 óta ismerjük a celluloidot, 1897 óta a galalitot és a század végén megjelentek az első műselymek. A műanyagok fejlődése és főként felhasználása a 20. században, illetve inkább annak második felében vált meghatározóvá.
1912-ben Fritz Klatte rakta le elsőként a PVC gyártásának technikai alapjait, de az anyag ipari termelése csak 1938-ban indult meg, miután sokoldalú felhasználási lehetőségeit felismerték. A mesterséges anyagok tömeges előállításának igénye az első világháború éveiben merült fel, néha azonban ezen igények a kutatás kezdeti stádiumában lévő műanyagipar és az általa előállított műanyagok teljesítőképességét jóval felülmúlták. Mindenesetre nagy lökést adott a szerves kémiai kutatásoknak. Az 1920-as éveiben indult el a polimer műanyagok pályafutása. Ezen kutatások keretében fedezte fel dr. Hermann Staudinger (1885-1965) német kémikus 1922-ben, hogy a szerves anyagok vázát nagyon hosszú molekulaláncok képezik. Ő javasolta először a műanyagokra a „makromolekula” megnevezést. 13 év kellett ahhoz, hogy kutatási eredményeit elismerjék, majd 1953-ban munkájáért Nobel-díjat kapott.

## Hőre lágyuló műanyagok

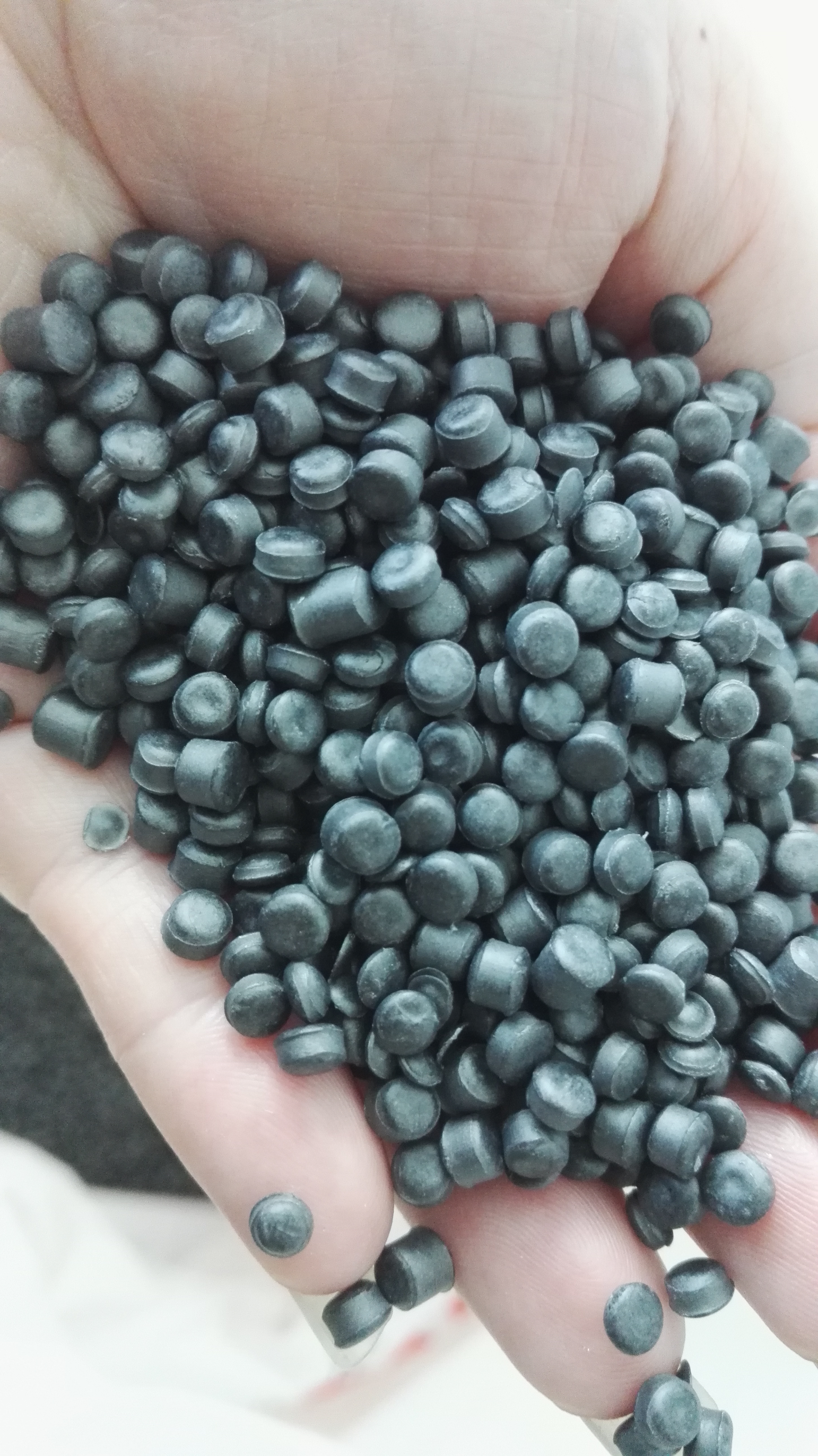
Hőre lágyuló műanyag fröccsöntéshez, granulátum formátumban

### Szerkezetük
A hőre lágyuló műanyagok amorf (amorphous) vagy részben kristályos (semi-crystalline) szerkezetűek, lineáris vagy elágazó, hosszú, fonal alakú molekulaláncokból állnak, melyek fizikai erővel (nem elsőrendű kémiai kötéssel) kapcsolódnak.

### Előállításuk
- Polikondenzáció

Kondenzációs folyamat közben keletkeznek, ami azt jelenti, hogy a monomerek makromulekulává alakulása során melléktermék, jobbára víz keletkezik. Ilyen műanyag például a PET, a polikarbonát, a PBT, a nylon, a poliamidok, a bakelit. A fenolból vagy fenolszármazékokból és formaldehidből polikondenzációval létrehozott műanyagokat fenolplasztoknak nevezik. Némely ragasztó például fenolplaszt alapú.
- Láncpolimerizáció

A polimerizáció során a monomerek melléktermék keletkezése nélkül egyesülnek óriásmolekulává. A folyamatot gyorsítani is lehet a fény, a koncentráció növelése, hőmérséklet vagy a nyomás változtatásával. Az egyik legelterjedtebb polimerizációs műanyag a polietilén, de ilyen eljárással készül például a polipropilén, a PVC, a PTFE vagy a polisztirol is. A láncpolimerizáció az aktív centrumok jellege szerint további négy csoportra osztható: gyökös, kationos, anionos, sztereospecifikus.

### Felhasználásuk
A hőre lágyuló műanyagok felhasználásuk szerint két nagy csoportra sorolhatóak, vannak az úgynevezett közszükségleti vagy commodity műanyagok, mint a polipropilén vagy a polietilén, melyeket általában nagy mennyiségben vásárolnak, és az úgynevezett műszaki vagy engineering műanyagok, melyeknek nagyobb műszaki elvárásoknak kell megfelelniük és általában jóval drágábbak a közszükségleti műanyagoknál. Ilyen például az akrilnitril-butadién-sztirol (ABS), a polikarbonát (PC), a PEEK. A közszükségleti műanyagokat gyakran felhasználják műszaki műanyagok előállításához is, keveréssel (compounding) vagy vegyítéssel (alloying).

### Legfontosabb típusai
Polietilén (PE)sátorfólia, szatyor, palack, elektromos vezetők szigetelésére, vízvezeték, hordók, csövek, vezetékek, háztartási eszközök készítésére
Polipropilén (PP)élelmiszeripari csomagolás, háztartási eszközök, járműalkatrész (például lökhárító), kötelek, húrok, textilipari szálasanyagok, szőnyegek, ragasztószalagok, tartályok, csomagolófóliák háztartási eszközök készítése
Polisztirol (PS)csomagolóanyag, élelmiszer-csomagolás, eldobható pohár, tányér, evőeszköz, CD- és DVD-tartók, porózus anyagok (szivacsok), expandált sztirol (hő és hangszigetelő)
Ütésálló polisztirol (HIPS)mélyhűtőzacskó, csomagoló anyag, eldobható pohár
Akrilnitril butadién sztirol (ABS)elektronikai eszközök borítása (például monitor, nyomtató, billentyűzet, törésálló burkolatok)
Poli(etilén-tereftalát) (PET)üdítős palack, fólia, mikrohullámtűrő csomagolás, textilipari szálasanyag (poliészter)
Poliamid (PA)textilipari szálasanyagok, csapágygolyó, horgászzsinór, autóipari borítások
Poli(Vinil-Klorid) (PVC)csőgyártás, kábelborítás, zuhanyfüggöny, ablakkeret, padlóburkoló, fóliák (viaszosvászon, linóleum), cipők és táskák készítésére felhasznált műbőr, elektronikai készülékek alkotórészei, játékok, szigetelők gyártására használt polimer
Poliuretán (PU)szigetelő hab, tűzvédelmi hab, autóipar, gumirugalmas fonal (elasztán, más néven: spandex)
Polikarbonát (PC)CD, napszemüveg, pajzsok, biztonsági üveg, jelzőlámpa, lencsék
Polivinilidén-klorid (PVDC)csomagolóipar (gyógyszer és élelmiszer), folpack
Poli(tetrafluoretilén) (PTFE)korrozív folyadékok edényei, tartályai készítésére és legjobban ismeretesen sütőfelületek ragadásmentesítésére
Poli(metil-metakrilát) (PMMA)üveg helyettesítésére

### Feldolgozási eljárások
- extrúzió (ablakprofilok)
  - csőextrúdálás (vízvezeték cső)
  - lemezextrúdálás (vákuumformázás előgyártmánya)
  - extrúziós fúvás
- termoformázás/vákuumformázás (térbeli görbült felületek lemezből)
- fröccsöntés (lökhárító, LEGO kocka, telefon hátlap)
  - fröccsfúvás (PET üdítős palack)
- kalanderezés
- rotációs öntés
- hegesztés
- szálképzés (szintetikus szálasanyagok) pl FDM 3D nyomtatáshoz
- 3D nyomtatás
- ragasztás

## Hőre keményedő műanyagok

### Szerkezetük
A legtöbb hőre keményedő műanyag (műgyanta) kiindulási monomerek funkciós csoportjainak számától függően lehetnek enyhén vagy erősen térhálósak. A hőre keményedő duroplasztok (például a bakelit) erősen térhálós szerkezetűek.

### Előállításuk
- Poliaddíció

A poliaddíciós folyamat során a makromolekulák kémiailag különböző molekulákból (két- vagy többfunkciós alapvegyület) jönnek létre, katalizátor nélkül, alacsony hőmérsékleten, melléktermék nem keletkezik. Ilyen eljárással jönnek létre a poliuretánok, az epoxigyanták és a polikarbamidok.
- Szervetlen kiindulási lánccal

A szervetlenláncú műanyagok közé sorolják a szilikonokat: az egy vagy két komponensű szilikongyantákat.
- Természetes alapanyagból

A természetes alapú műanyagok közé tartoznak a cellulózalapú műanyagok, mint a vulkánfíber, melyet úgy állítanak elő, hogy papírt 70%-os cink-klorid oldattal kezelnek. Az eredmény egy kemény, szívós műanyag, melyet korábban például bőröndök előállítására használtak. Ide tartozik még a viszkóz (melyből például műselymet állítanak elő) vagy a celluloid. Természetes alapúak a fehérjeszármazékokból készült műanyagok is, a műszaru lehet például kazeinalapú vagy vérfehérje alapú. Ide tartoznak még a kaucsukszármazékok is, mint például az ebonit vagy keménygumi. Természetes alapú műanyag még a linóleum, a bitumen, a különféle kátrányok és a növényi eredetű sellak.

### Legfontosabb típusai
- Telítetlen poliészterek
- Fenol-formaldehid (PF)
- Vinilészterek
- Epoxigyanták
- Poliuretánok (PUR/PU)
- Polikarbamidok (poliurea) (PUA)[8]
- Szilikongyanták
- Fenoplasztok
- Aminoplasztok
- Melamin-formaldehid gyanták

### Feldolgozási eljárások
- reaktív fröccsöntés (RIM)
- kézi laminálás
- pultrúzió
- tekercselés
- vákuum injektálás
- sajtolás
- szórás
- szálhúzás (szintetikus szálasanyagok)

## Rugalmas műanyagok
A rugalmas anyagok elasztomerek, amelyekben összegubancolódott makromolekulák vannak. Húzásra kiegyenesednek, megnyúlnak, a külső erő megszűntével visszanyerik eredeti alakjukat.

## Magyarországi előállítása
- BorsodChem Zrt.

Nemzetközileg ismert PVC-, MDI- és TDI-gyártó.
- MOL Petrochemicals (volt Tiszai Vegyi Kombinát)

A hazai piacon jelentős szerepet tölt be a műanyag alapanyagok (LDPE, HDPE és PP granulátumok) gyártásában.
- Holofon Zrt.

Meghatározó piaci részesedésével Magyarország egyik vezető[forrás?] műanyag-felvásárló és -újrahasznosító vállalata, mely több mint évi 10 000 tonna műanyag granulátumot (főleg HDPE, LDPE, PP és PS alapanyagokat) gyárt.
- Szeplast Műanyag Alapanyaggyártó Kft.

Az 1994-ben alakult cég évi 10 000 tonna műanyag granulátumot (főleg PVC-t) gyárt.
- PEMŰ Műanyagipari Zrt.

A vállalat 1959-ben alakult, s már több mint 50 éve a műanyaggyártás élvonalában tevékenykedik. Szilikon, teflon, öntött poliuretán és habosított poliuretán alkatrészeket gyártanak.
- BASF Poliuretán Hungária Kft.
- Zoltek Zrt.

A jelenlegi Zoltek Zrt. az 1940-ben viszkózselyem és viszkóz vágottszál előállítására alakult Magyar Viscosagyár utóda. A gyár 1962-ben áttért poliamid filamentfonalak (Danamid) gyártására, majd 1968-ban poliakrilnitril szálak (Crumeron) gyártását is megkezdte. A privatizáció során, 1995-ben a Zoltek Rt. vette meg és ekkor áttértek a szénszálak (Pyron ill. Panex) gyártására. 2014 óta a Zoltek a Toray csoport tagja.

## Piaci trendek
Az LDPE, az LLDPE, a HDPE, a PP, PVC, PS, EPS, ABS és SAN anyagokat vizsgálva az Independent Chemical Information Service szerint 2005 és 2013 között 202 millió tonnára nőtt ezen műanyagok felhasználása világszerte, ami évi átlagos 3,2%-os növekedést jelent. 2017-re előreláthatóan újabb 40 millió tonnával nő majd a kereslet ezekre a termékekre. 2013-ban a műanyagok iránti keresletet Kína vezette 30%-kal, ezt Európa követte 19%-kal, Észak-Amerika pedig 17%-kal. A legelterjedtebb feldolgozási mód a fröccsöntés, a világon körülbelül 130 000 ilyen vállalkozás működik. A műanyagok felhasználása szerint a legnagyobb piaca a csomagolóanyagoknak van, ez az iparág csaknem a feldolgozott műanyagok felét hasznosítja. A második legnagyobb felhasználó az építőipar 20%-kal, az elektronikai ipar csupán 6%-ot fogyaszt, az autóipar pedig 3%-ot.

## Műanyagszennyezés

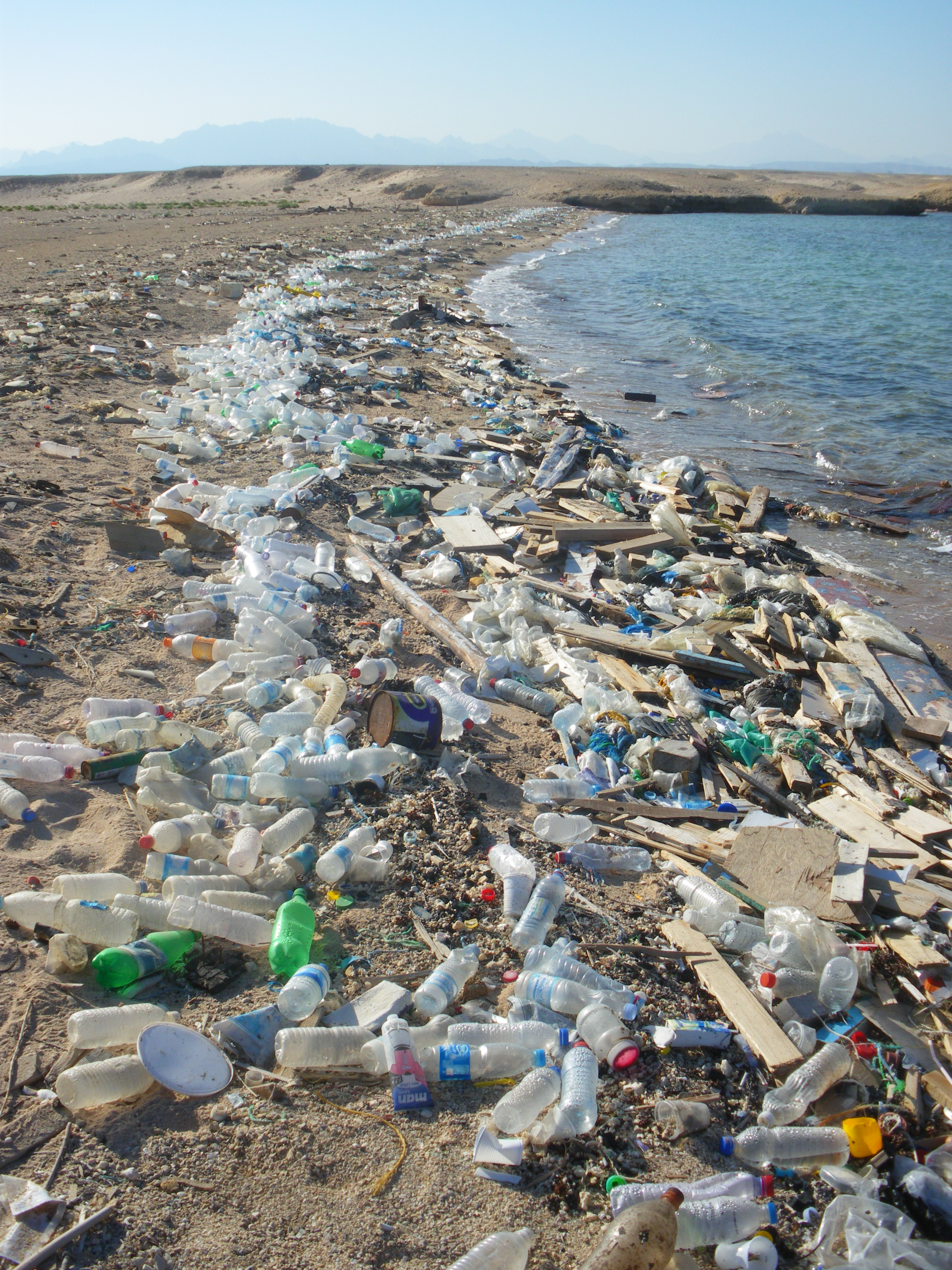
Partra vetett műanyagok a Vörös-tenger partján, Egyiptomban

A műanyagok egyre nagyobb figyelmet kapnak, mivel hosszú lebomlási idejük és aprózódásra való hajlamuk miatt egyre gyakoribb szennyezőanyagok. A polisztirol nano- és mikrogömbök befolyásolják az oxidatív stressz mértékét, a makrofágok viselkedését, bizonyos, a makrofágok felszínén lévő immunmarkerek, például a CD11a/b, a CD18, a CD86, a PD-L1 vagy a CD204 expresszióját stb. A nagyobb gömbök hatása nagyobb a kisebbekénél.
A műanyagszennyezés egy jellegzetes esete a textíliák mosásánál leváló száltöredékek környezetbe jutása. Bár a textíliák különféle – természetes ill. mesterségesen előállított, ezen belül szintetikus (vagyis nem természetes anyagból, pl. cellulózból, fehérjéből, hanem főleg kőolaj-származékokból) készített – szálakból állnak, ez utóbbiak okoznak elsősorban műanyagszennyezést. Mosásnál ezek a száltöredékek leválnak a textíliáról (a mérések szerint 6 kg-os mosógéptöltet esetén 700 ezer szál válik le), a mosófürdőbe kerülnek és centrifugálás után a szennyvízzel együtt a csatornába távoznak. Ez a környezetkárosítás csökkenthető azzal, ha a szintetikus szálasanyagokból készült termékeket rövidebb mosási programmal, a centrifugálást alacsonyabb fordulatszámmal végzik. A mosógépgyártók 
fejlesztései is arra irányulnak, hogy hatékonyabb szűrőbetétekkel csökkentsék a távozó szennyvíz száltartalmát.

## Fordítás
- Ez a szócikk részben vagy egészben  a   Plastic című angol Wikipédia-szócikk ezen változatának fordításán alapul.  Az eredeti cikk szerkesztőit annak laptörténete sorolja fel. Ez a jelzés csupán a megfogalmazás eredetét és a szerzői jogokat jelzi, nem szolgál a cikkben szereplő információk forrásmegjelöléseként.